# Honky-tonk
|  | Per a altres significats, vegeu «Honky Tonk (desambiguació)». |

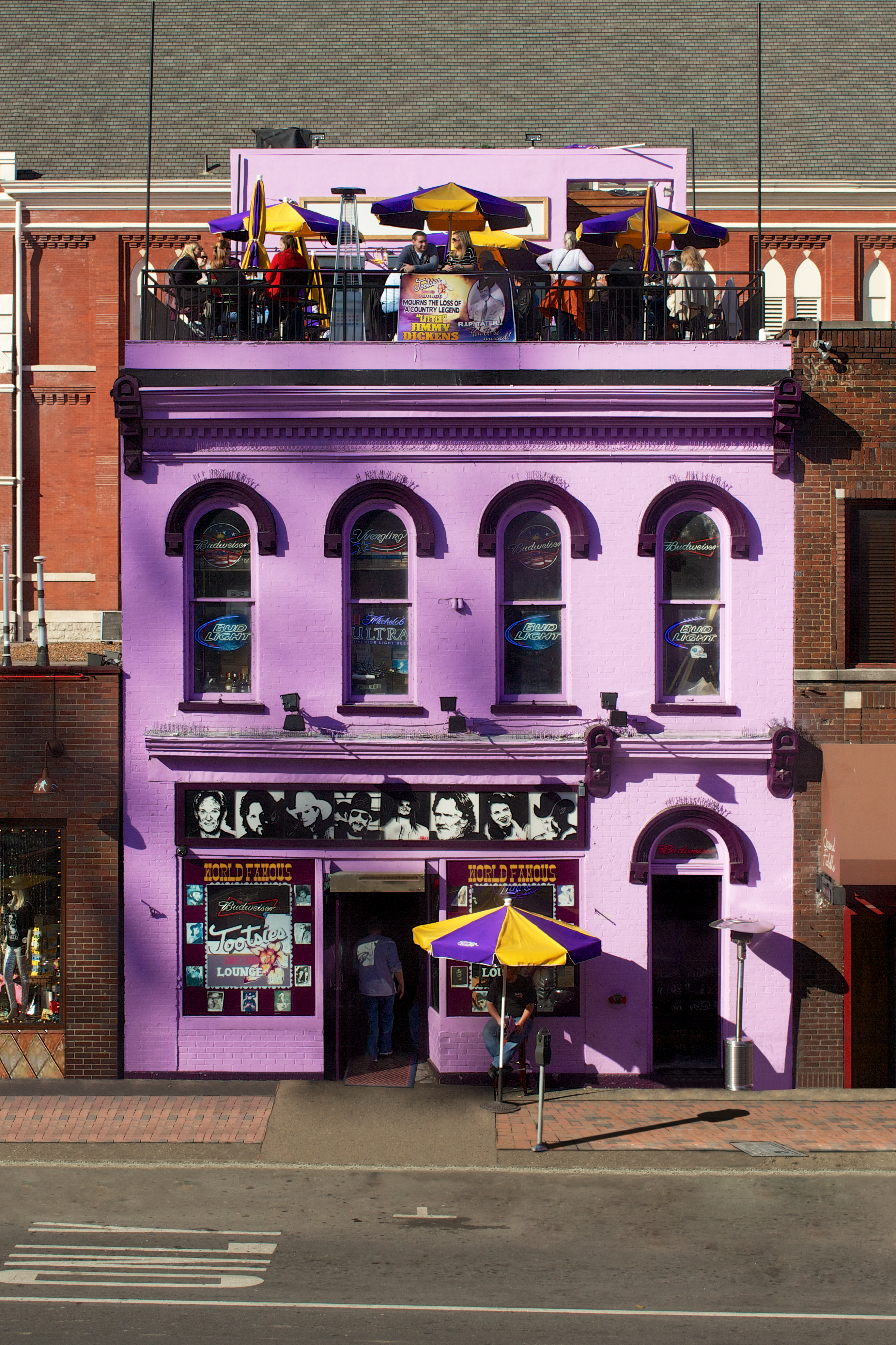
El Tootsie's Orchid Lounge és el honky-tonk més antic de Nashville (Tennessee).

Honky-tonk (també anomenat honkatonk, honkey-tonk o tonk) és alhora un tipus de bar amb acompanyament musical de música country i l'estil de música que es toca en aquest tipus d'establiments, que són típics del sud i sud-oest dels Estats Units. Molts músics eminents de country, com ara Jimmie Rodgers, Loretta Lynn, Patsy Cline, Ernest Tubb, Johnny Horton i Merle Haggard, van començar les seves carreres com a artistes amateurs en honky-tonks, i posteriorment també ho van fer altres músics com ara Dwight Yoakam. La steel guitar ("guitarra d'acer") i el fiddle (violí tradicional) en són els instruments dominants.
L'origen del terme honky-tonk no és clar, tot i que originalment es referia a espectacles de varietats pujats de to que es feien en les zones del vell oest (Oklahoma, els Territoris Indis i Texas) i als teatres on s'hi representaven. El primer ús conegut en lletra impresa és un article de la revista Peoria Journal el 28 de juny de 1874. El 28 de juliol de 1929 va aparèixer a Los Angeles Times un article on s'hi afirmava que, "en realitat, el honky-tonk va ser el predecessor dels cabarets i nightclubs actuals, tot i que la diferència principal és que els preus eren més baixos i que els bars no feien cap ostentació de classe."

## Música
El primer gènere musical a ser conegut habitualment com a honky-tonk va ser un estil de tocar de piano relacionat amb el ragtime, però en què destacava el ritme més que la melodia o l'harmonia; l'estil va evolucionar en resposta a un entorn en el qual els pianos sovint eren poc cuidats, i tendien a estar desafinats i a tenir algunes tecles que no funcionaven. Aquesta música honky-tonk va ser una influència important en l'estil de piano bugui-bugui, tal com indica el disc de 1938 de Jelly Roll Morton "Honky Tonk Music" i l'èxit de Meade Lux Lewis "Honky Tonk Train Blues". Lewis va enregistrar aquest últim moltes vegades des de 1927 fins a la dècada del 1950, i la cançó va ser versionada per molts altres músics, fins i tot Oscar Peterson.

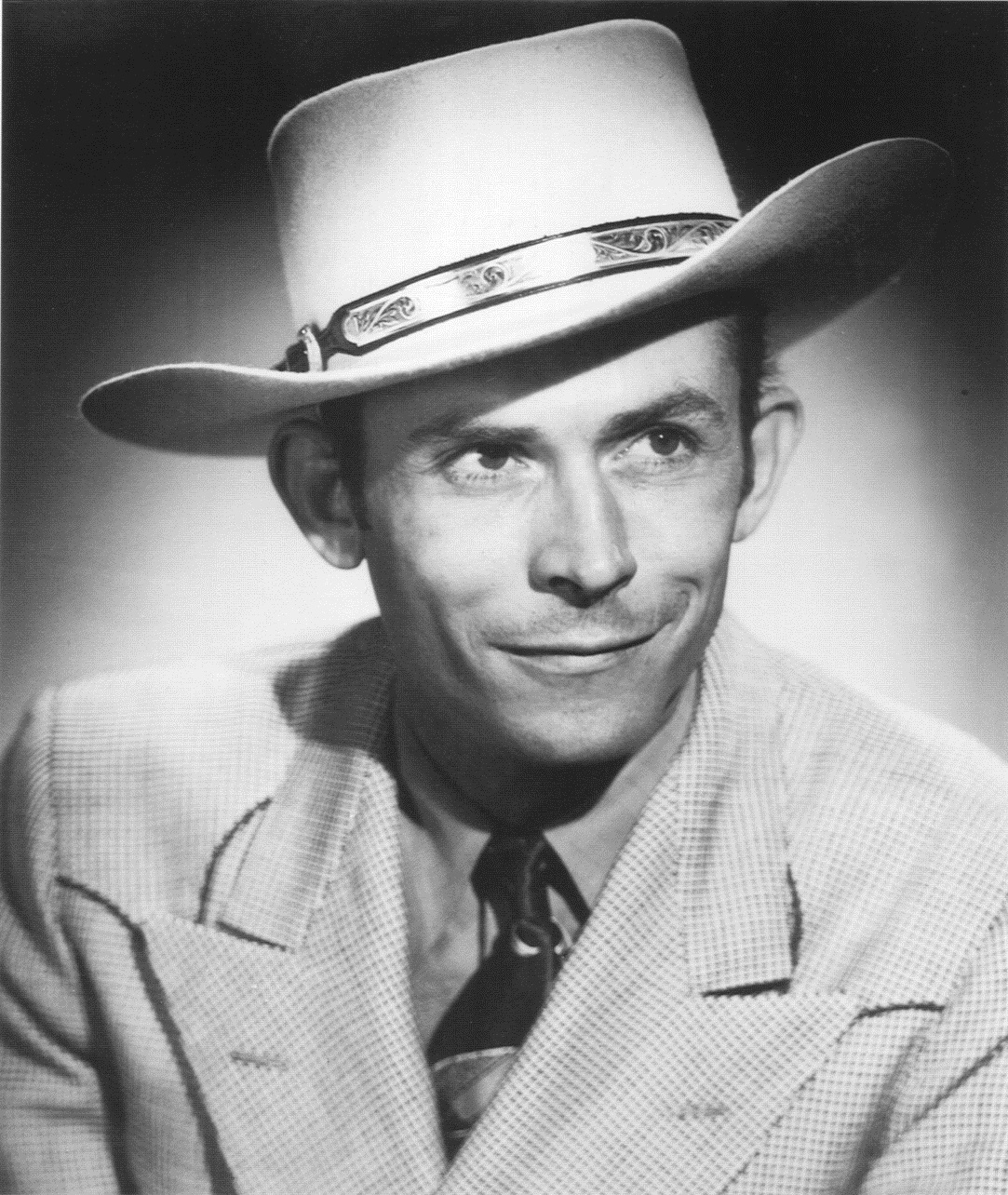
Hank Williams, molt influent en la música honky-tonk dels anys 40 i 50.

En els anys anteriors a la Segona Guerra Mundial, la indústria musical va començar a referir-se a la música de hillbilly que es tocava des de Texas i Oklahoma fins a la Costa Oest com a música "honk-tonk". Més recentment, el terme s'ha referit al so principal de la música country que s'anava desenvolupant a Nashville a mesura que s'acceptava el swing de l'oest.
El blues instrumental de dotze compassos "Honky Tonk" del Bill Doggett Combo, amb una línia de saxòfon sinuosa i amb un ritme lent i impulsor, va ser un èxit inicial del rock and roll. Fats Domino, nadiu de Nova Orleans, va ser un altre pianista de honky-tonk, i els seus "Blueberry Hill" i "Walkin' to New Orleans" van ser èxits a les llistes de música popular.
Originalment comptava amb guitarra, fiddle, contrabaix i steel guitar (importada de la música popular hawaiana). Les veus eren originàriament aspres i nasals, com ho van exemplificar els cantautors Floyd Tillman i Hank Williams, però més tard es va desenvolupar un so clar i agut, com el de George Jones i Faron Young. Les lletres tendien a centrar-se en la vida de classe treballadora, amb temes sovint tràgics d'amor perdut, adulteri, solitud, alcoholisme i autocompassió.
"Walking the Floor Over You", d'Ernest Tubb, publicat el 1941, va ajudar a establir tant l'estil honky-tonk com Tubb com un dels seus principals practicants. Tubb, originari de Crisp (Texas), era un fan de Jimmie Rodgers i va fusionar el swing de l'oest, que feia anys que utilitzava guitarres elèctriques, amb altres sons "country". Va dur el so a Nashville, on va ser el primer músic a tocar la guitarra elèctrica al Grand Ole Opry. A la dècada del 1950 el honky-tonk va entrar en la seva època daurada, amb la popularitat de Webb Pierce, Hank Locklin, Lefty Frizzell, Ray Price, Faron Young, George Jones i Hank Williams. Des de mitjan fins a finals dels anys cinquanta, el rockabilly (que va fondre el country honky-tonk amb el rhythm and blues) i la música country del so Nashville van acabar amb el període inicial de domini del honky-tonk.
El tema de The Rolling Stones "Honky Tonk Women" (1969), es va basar en el so d'artistes honky-tonk de la dècada del 1940 com Hank Williams, i es referia a la reputació dels bars honky-tonk com a centres de prostitució. A la dècada del 1970, la marca d'outlaw country de honky-tonk dur estava representada per artistes com Gary Stewart, Waylon Jennings, Willie Nelson, David Allan Coe i Billy Joe Shaver. La popularitat del honky-tonk va disminuir lentament a mesura que el rockabilly i el country-pop anaven captant el públic majoritari, tot i que el seu so característic va informar pràcticament tota reacció contra el country-pop en les dècades següents: el country de Bakersfield als anys 60, el country progressiu i l'outlaw dels anys 70, i el neo-tradicional als anys 80 i 90.